# Období Jamato
Období Jamato (japonsky 大和時代, Jamato džidai) je označení pro historické období Japonska, kdy císařský dvůr vládl z dnešní prefektury Nara známé tehdy jako provincie Jamato.
Přestože se toto období obvykle vymezuje roky 250 až 710, včetně období Kofun (250–538) a období Asuka (538–710), skutečný počátek vlády království Jamato je sporný. Nadřazenost dvora Jamato zpochybňovala během období Kofun jiná politická uskupení z různých částí Japonska. Je však přinejmenším jisté, že klany státu Jamato měly v 6. století oproti sousedním klanům významnou výhodu. Toto období je rozděleno na dvě části přemístěním hlavního města do Asuka-kjó v dnešní prefektuře Nara:
- Období Kofun cca (250–538)
- Období Asuka (538–710)

Nicméně mnozí historici považují toto dělení za zastaralé a v dnešní době již nepoužitelné, protože období Kofun je považováno za archeologické období, jelikož je založeno na výskytu speciálních pohřebních mohyl kofunů, zatímco období Asuka je považováno za období historické.
V roce 620, v době, kdy byl regentem princ Šótoku, byla v Japonsku vyhlášena nová ústava, Charta o sedmnácti článcích (Džúšičidžó Kempó), založená na čínském modelu. Po pádu korejského království Päkče v roce 660 vyslal císař Tendži roku 669 ke dvoru říše Tchang oficiální poselstvo, které se z Číny vrátilo s bohatstvím filozofických a společenských podnětů. Kromě etiky a vládního systému přejali Japonci také čínský kalendář a řadu myšlenek konfucianismu a taoismu, v neposlední řadě i koncept jin a jang a učení o pěti prvcích.

## Pozadí společnosti a kultury Jamato

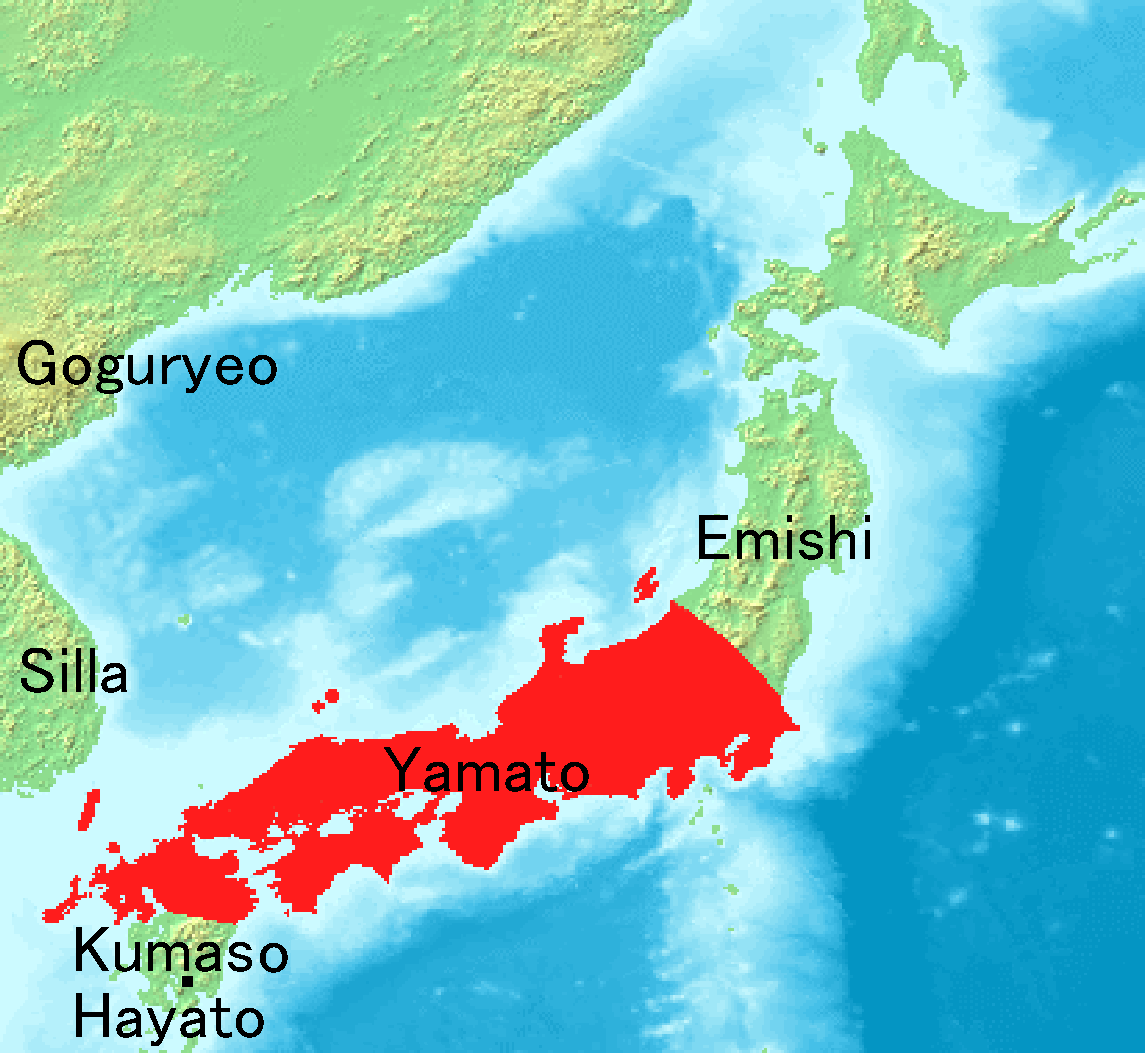
Jamato v 7. století

O tisíciletí dříve osídlil Japonské souostroví lid kultury Džómon. Během staletí před začátkem období Jamato se s migračními vlnami dostaly na ostrovy prvky čínské a severovýchodoasijské civilizace. Podle nejstarší japonské kroniky Kodžiki připlul korejský princ Amenohiboko z království Silla do Japonska, aby sloužil japonskému císaři, a žil v provincii Tadžima. Podle archeologických nálezů existovaly kontakty mezi Čínou, Koreou a Japonskem již v mladší době kamenné a pokračovaly dál přinejmenším v období Kofun.
Ze zemědělské, politicky rozdrobené kultury Jajoi se buď vyvinula nová japonská kultura charakterizovaná centralizovanějším, patriarchálním, militaristickým obdobím Kofun, nebo začala být ovládána a nakonec překonána společenstvím Jamato.
V té době se Japonsko-rjúkjúské jazyky rozšířily také na ostrovy Rjúkjú, jako je Okinawa. Původní rjúkjúské jazyky a japonština se od sebe zřejmě vzdálily právě v tomto období.

## Období Kofun
Období Kofun (古墳時代, Kofun-džidai) je označení pro historické období Japonska mezi roky 250 až 538. Kofun je japonský název pro druh pohřebních mohyl, jež se v této době budovaly.
Během období Kofun dále pokračovalo ovlivňování civilizace Japonského souostroví prvky čínské kultury, a to jak prostřednictvím migračních vln, tak vlivem obchodu, cestování a kulturních změn. Archeologické nálezy podávají důkazy o kontaktech mezi kontinentem a Japonskem i v tomto období. Mnozí vědci jsou toho názoru, že docházelo k masivnímu předávání technických a kulturních poznatků z Číny přes Koreu do Japonska. Vypovídají o tom rozličné předměty, které archeologové nacházejí v korejských hrobkách z doby před rozkvětem Tří království Koreje a v japonských hrobkách z období Kofun. O tomtéž svědčí i pozdější vlna uprchlíků z korejského království Päkče do říše Jamato.
Archeologické záznamy a starověké čínské prameny Knihy dynastie Sung naznačují, že až do roku 300 (kdy se v období Kofun začaly objevovat velké hrobky a kdy ještě neexistovaly žádné kontakty mezi Japonskem a Čínou) se různé kmeny a kmenová sdružení japonského souostroví nezačaly spojovat do centralizovanějších a hierarchičtějších politických zřízení. Někteří historici popisují ono „tajemné století“ jako dobu bratrovražedných válek, kdy spolu různé místní monarchie soupeřily o nadvládu na ostrovech Kjúšú a Honšú.
Japonsko období Kofun bylo nakloněno zavádění čínské kultury. Z Číny se dováželo několik druhů zboží, mezi nejdůležitější patřily čínské knihy. Čínská filozofie, jež byla v té době do Japonska uváděna, měla značný vliv na japonské dějiny. S tím souvisí i přejímání písma, jehož používání se však omezilo jen na obchodní styky s Koreou a Čínou. Až do 6. století se do Japonska dováželo železo z Korejského poloostrova.

### Kofuny

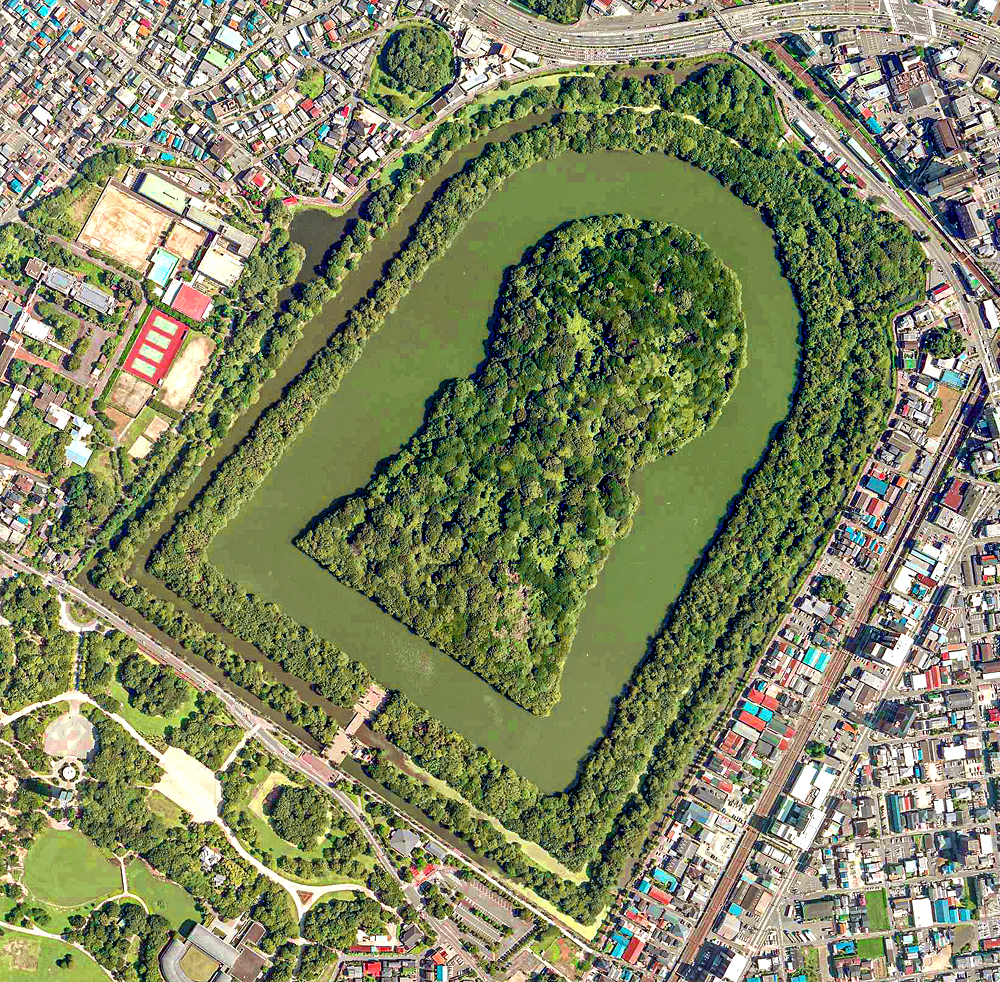
Daisen Kofun, hrobka císaře Nintokua, Ósaka, 5. století

Kofun (古墳) je starověká hrobka, nad níž je navršena mohyla z kamení nebo hlíny. Byly budovány od počátku 3. století do konce 7. století pro příslušníky vládnoucí třídy. Právě od těchto výrazných mohyl spojených s bohatými pohřebními rituály té doby je odvozen název období Kofun. Mohyly ukrývají velké kamenné pohřební komory. Některé obklopují vodní příkopy.
Kofuny měly řadu tvarů, z nichž nejjednodušší byly kruhový a čtvercový. Výrazným typem je forma klíčové dírky (前方後円墳, zenpó kóen fun), jejíž přední část je čtvercová a zadní kruhová. Mnohé kofuny byly přirozené kopce, jež mohly být do své konečné podoby upraveny lidskou rukou. Velikost kofunů se pohybuje v rozmezí od několika metrů až do 400metrové délky. V pozdním období Kofun začaly být zvláštní pohřební komory, jež původně sloužily pouze pro vládnoucí vrstvu, budovány i pro příslušníky nižších vrstev.
Za největší kofuny jsou považovány hrobky císařů, jako byli Ódžin a Nintoku. Kofuny se rovněž dělí podle toho, je-li vstup do kamenné pohřební komory svislý – tate-ana (縦穴) – nebo vodorovný – joko-ana (横穴).

### Přistěhovalectví
V období Kofun Japonsko snadno přijímalo vlivy přicházející z Číny. Při uvádění prvků čínské kultury do života japonské společnosti sehráli významnou roli čínští a korejští přistěhovalci.
Spojení Japonska s kontinentální pevninou a státem Liou Sung v letech 425 a 478 usnadňovaly námořní vědomosti a diplomatické propojení Číny s Třemi královstvími Koreje, zejména s Päkče.
Řada důležitých osobností byli přistěhovalci z východní Asie. Císařský dvůr v roce 815 oficiálně vydal genealogický registr Šinsen Šódžiroku jako šlechtický adresář, v němž bylo uvedeno 1182 jmen klanů z takzvané hlavní oblasti, Kinai (畿内). Je zde rovněž uvedena řada čínských klanů z dynastie Chan a z korejských království Silla, Päkče a Kogurjŏ a kmenového svazu Kaja. Podle tohoto adresáře mělo 174 klanů kořeny v Číně, 120 klanů v Päkče, 48 klanů v Kogurjŏ, 17 klanů v Sille a 9 klanů v kmenovém svazu Kaja.
Národ Azumi byli bojovníci ze severního Kjúšú. Jednalo se o mimořádně zkušené námořníky, kteří záhy navázali kontakty s dvorem státu Jamato a poskytovali mu své služby. Zabezpečovali pro dynastii Jamato jak obchodní spojení s asijským kontinentem, tak vojenské a diplomatické námořní výpravy. Japonská císařská vláda je tak mezi 3. a 5. stoletím využívala i jako svoje válečné námořnictvo. Někteří odborníci považují příslušníky národa Azumi za „nejstarší známou námořní sílu rodícího se Japonského císařství“. Někteří japonští historici se domnívají, že patřili do austronéské jazykové rodiny a byli příbuzní s jihokjúšúským etnikem Hajato. Císařský dvůr však posléze zpochybnil jejich věrnost a někdy před 7. stoletím je vyhostil.

### Společnost v období Kofun

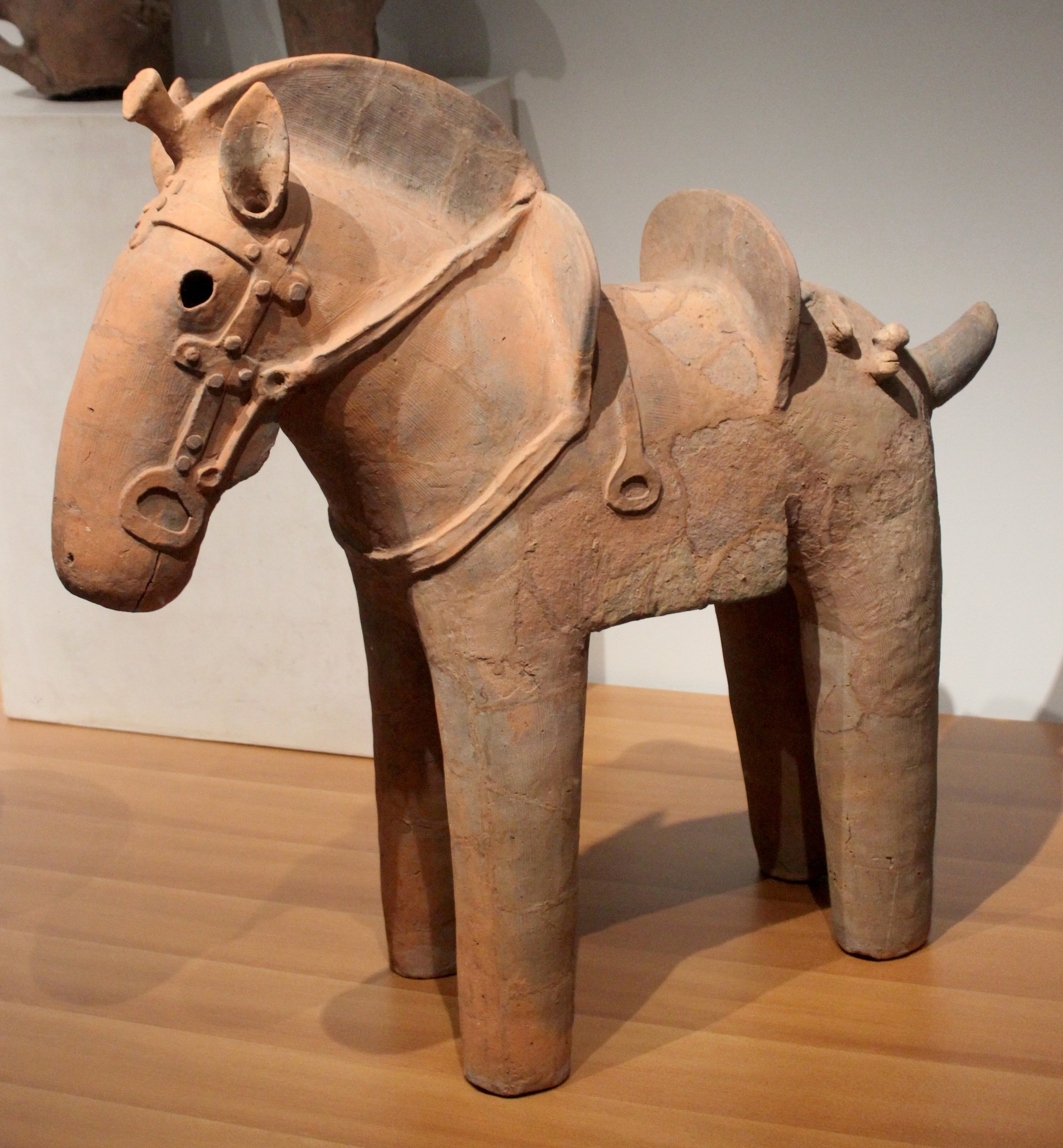
Terakotová soška koně Haniwa z 6. století

Období Kofun bylo rozhodující etapou ve vývoji Japonska směrem k soudržnějšímu a uznávanějšímu státu. Nejrozvinutější byla společnost v regionu Kansai a v nejvýchodnější oblasti japonského vnitřního moře. Tehdejší japonští vládci dokonce požádali čínský dvůr o potvrzení svých královských titulů.
Stát Jamato, který začal vznikat koncem 5. století, se vyznačoval mocnými velkými klany nebo široce rozvětvenými rodinami. V čele každého klanu stál stařešina (patriarcha), který vykonával posvátné obřady uctívání klanových kami, aby zajistil dlouho trvající blahobyt a prosperitu klanu. Příslušníci klanu byli šlechtici, vrchol pyramidy tvořila královská linie, která ovládala dvůr státu Jamato. Období Kofun v japonské kultuře bývá někdy také nazýváno obdobím Jamato, neboť z místních náčelníků s omezenou mocí vznikla do konce tohoto období císařská dynastie Jamato.

## Období Asuka

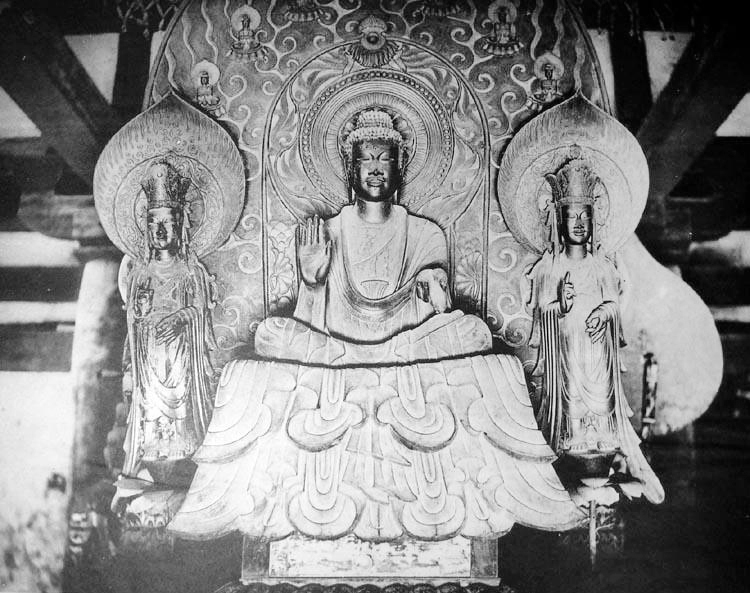
Trojice buddhů z chrámu Hórjúdži, 623

Období Asuka (飛鳥時代, Asuka- džidai) je obecně definováno jako období japonských dějin mezi lety 538 až 710. Toto období je pojmenováno podle města Asuky v prefektuře Nara, jež bylo místem četných přechodných císařských hlavních měst založených v průběhu této éry. Příchod buddhismu s sebou přinesl změny v japonské společnosti a ovlivnil i císařský dvůr a vládu. Stát Jamato se během tohoto období značně rozvinul. Období Asuka je známé svými významnými uměleckými, společenskými a politickými proměnami, které mají počátek v pozdním období Kofun.
Japonské umění z období Asuka se velmi podobalo tehdejším uměleckým výtvorům pocházejícím z Číny a Koreje. Příkladem může být trojice buddhů z chrámu Hórjúdži z roku 623 připisovaná sochaři Torimu Busšimu (止利仏師), který žil koncem 6. a počátkem 7. století. Díky tomu, že si ho počátkem 7. století oblíbil regent princ Šótoku a císařovna Suiko, což s sebou neslo řadu významných zakázek, je pro nás dnes nejznámějším umělcem období Asuka.

### Počátky buddhismu

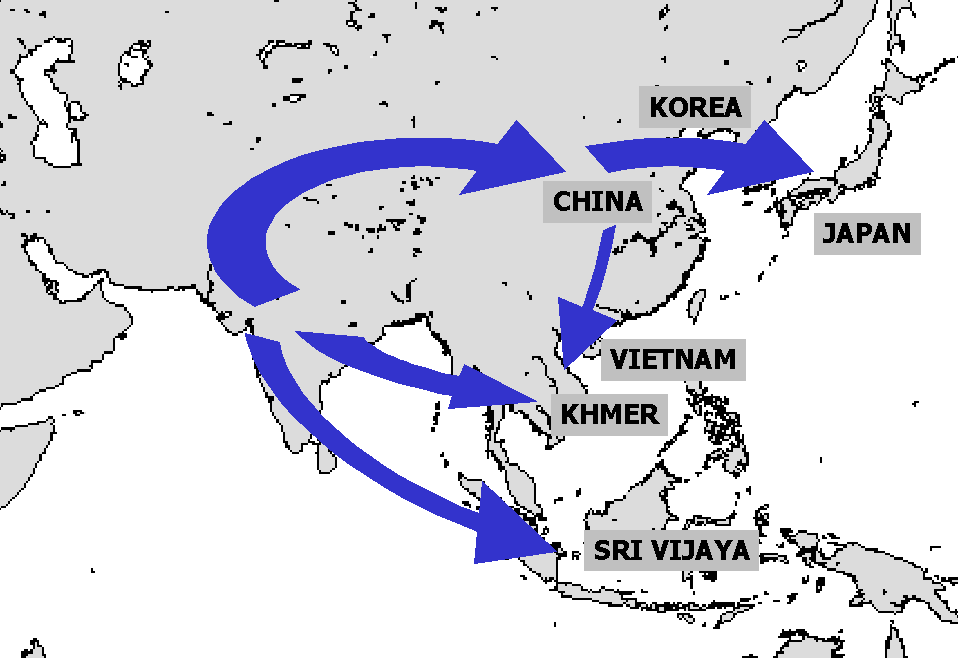
Mahájánový buddhismus byl do Japonska oficiálně uveden v roce 538.

Podle kroniky Nihonšoki se mahájánový buddhismus ke dvoru státu Jamato dostal přes království Päkče v roce 552, nicméně podle tradice založené na základě životopisu prince Šótokua (Džógú Šótoku Hóó Teisecu) a kroniky chrámu Gangódži (Gangódži Garan Engi Narabi ni Ruki Šizaičó neboli „Původ kláštera Gangódži a jeho aktiv“) je za příchod buddhismu do Japonska všeobecně považován rok 538.
Počáteční přijímání buddhismu probíhalo pomalu. Nihonšoki zaznamenává, že když císař Kinmei diskutoval o souhlasu s tímto novým cizím náboženstvím, vyjádřil mu Iname Soga, vůdce klanu Soga, svoji podporu, zatímco Okoši Mononobe, vůdce klanu Mononobe, a Kamako Nakatomi z klanu Nakatomi (později klan Fudžiwara) se stavěli proti, nikoli však z náboženských důvodů, ale spíš jako důsledek určitého nacionalismu a xenofobie.
Počátkem období Asuka přestala císařská rodina i japonská šlechta používat k pohřbům kofuny, jejichž budování bylo velmi pracné. Značný podíl na tom měla i převažující nová buddhistická víra, jež více zdůrazňuje pomíjivost lidské existence. Prostí lidé a šlechta v odlehlých oblastech však používali kofuny až do konce 7. století. Jednodušší, ale výrazné hrobky se používaly po celé následující období.
Buddhismus se v Japonsku začal volně šířit teprve poté, co byly antibuddhistické šintoistické síly klanu Mononobe vedené Morijou Mononobem rozdrceny probuddhistickými silami prince Šótokua a Umaka Sogy v bitvě u hory Šigi v červenci 587, načež císařovna Suiko otevřeně podpořila přijímání buddhismu všemi Japonci. Následně bylo v roce 607 do Číny ke dvoru říše Suej vysláno císařské poselstvo, jehož úkolem bylo získat kopie buddhistických súter.

### Císařský dvůr Jamato
Podle historika Jukihisy Jamaa odkazuje výraz království či stát Jamato na mocenskou strukturu králů založenou v centrální oblasti ostrova Honšú Kansai ve 4. a 5. století, jak ji dokládají kroniky Kodžiki a Nihonšoki. Název císařský dvůr Jamato vznikl jako synonymum, aby se Jamato odlišilo od řady dalších palácových hlavních měst, která během období Kofun a Asuka existovala v jižní části planiny Jamato v prefektuře Nara.
V druhé polovině období Kofun začali být náčelníci klanů na ostrovech Kjúšú a Honšú jmenováni vládci, někdy s dědičným titulem. Jméno Jamato se posléze stalo synonymem pro celé Japonsko, jak vládci dynastie Jamato postupně potlačovali moc klanů a získávali zemědělskou půdu. Podle čínských vzorů vytvořili centrální správu (přejali dokonce i čínské znaky) a císařský dvůr, kam přicházeli podřízení klanoví náčelníci. Nevybudovali si však stálé hlavní město. V polovině 7. století se zemědělská půda vyvinula v jakési veřejné vlastnictví, které však podléhalo politice centrální vlády. Základem systému Pěti provincií a sedmi okruhů, Gokišičidó (五畿七道), byl okres a společnost byla organizována do tříd podle zaměstnání. Většina lidí byli rolníci, další byli rybáři, tkalci, hrnčíři, řemeslníci, zbrojíři a specialisté na rituály.

### Události období Asuka
- 538: Korejský vládce království Päkče Songmjong vyslal poselstvo mnichů k japonskému císaři, aby ho seznámili s buddhismem.
- 593: Princ Šótoku z klanu Soga vládne Japonsku jako regent a prosazuje buddhismus.
- 600: Princ Šótoku vyslal první oficiální japonské poselstvo do Číny.
- 604: Princ Šótoku vyhlásil Chartu o sedmnácti článcích (Džúšičidžó Kempó) založenou na principech konfucianismu.
- 605: Princ Šótoku prohlásil buddhismus a konfucianismus za státní náboženství.
- 607: Byla dokončena stavba chrámu Hórjúdži, který v roce 604 založil princ Šótoku.
- 645: Císař Kótoku spustil reformu Taika, soubor reforem, který začal pozemkovou reformou, jejímž cílem bylo dosáhnout větší centralizace a posílit moc císařského dvora.
- 663: Spojené síly státu Jamato a korejského spojence Päkče byly poraženy spojenými silami čínské říše Tchang a jejího korejského spojence Silly v bitvě u řeky Pekkan.